# Antoinismus

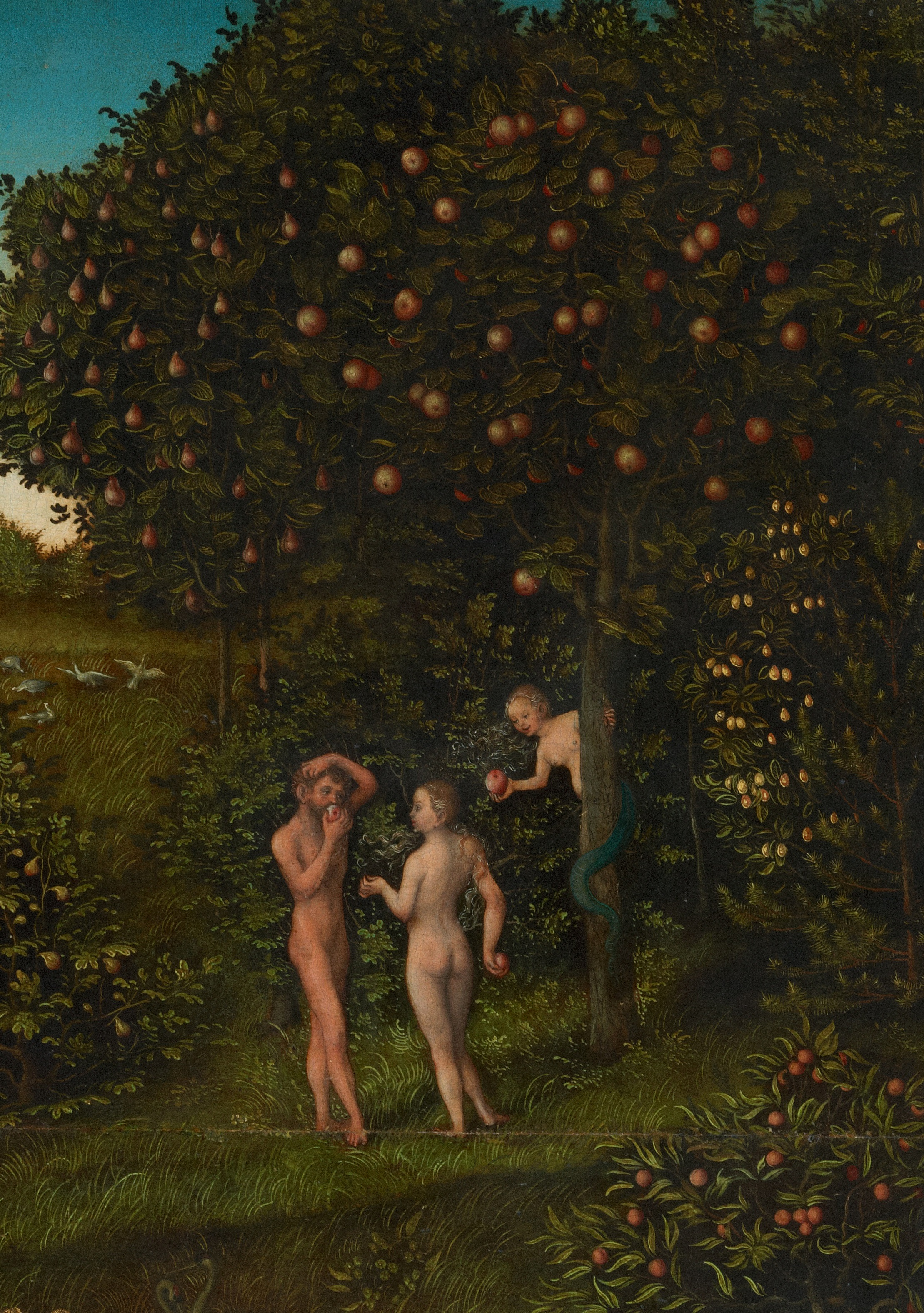
Lucas Cranach d. Ä.: Der Baum der Erkenntnis, Ausschnitt des Gemäldes „Paradies“ im Kunsthistorischen Museum, Wien

Antoinismus oder Antoinistischer Kult ist die Bezeichnung einer religiösen, heilenden und spiritistisch orientierten Bewegung. Die religiöse Bewegung zählt in Deutschland zu den Heilersekten und wurde 1910 von Louis-Joseph Antoine in Belgien gegründet. In Frankreich wurde die Einstufung des antoinistischen Kultes als Sekte im Parlamentsbericht von 1995 von Soziologen kritisiert, während sie in Belgien als gemeinnützige Organisation anerkannt worden ist. Ihr Wahrzeichen ist „Der Baum der Erkenntnis von der Sicht des Bösen“. Als ein struktureller Theosoph (er bezeichnete sich selbst als den Gründer des „Neuen Spiritualismus“) war Antoine offen gegenüber allen Arten religiöser Doktrin. Seine Lehre: Alle Materie ist Illusion; das Böse existiert nicht aus sich selbst heraus, sondern ist ein Produkt unserer Vorstellung. Das Glück besteht darin, frei von jeglicher Begierde zu sein, die durch den Anblick sich verändernder Gestalten/Formen und Illusionen über die Materie hervorgerufen wird. Von Reinkarnation zu Reinkarnation wird unser Geist eines Tages Freiheit erreichen. Im Wörterbuch der Religionen (Presses Universitaires de France) wird der Antoinismus als eine „Art primitiver Buddhismus“ bezeichnet.

## Gründung und Entwicklung

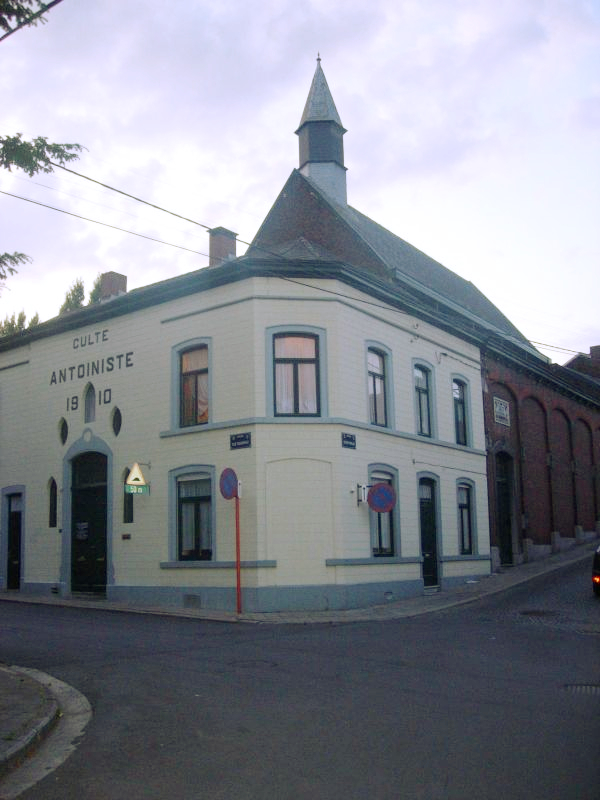
Erster antoinistischer Tempel in Jemeppe-sur-Meuse (Provinz Lüttich) 2009

Anfang der 1890er Jahre kehrte Louis-Joseph Antoine von einem Aufenthalt in Russland nach Belgien zurück. Er war von der „Tolstoianischen Lehre“ seines Meisters Graf Lew Nikolajewitsch Tolstoi inspiriert und sammelte eine Anhängerschaft begeisterter Menschen von fast 100 000 um sich. 1896 schrieb er seine Meinung in einem Buch nieder (Kleiner Spiritistischer Katechismus Petit catéchisme spirite) und entdeckte für sich heilende Gaben, er begann viele Schüler zu gewinnen. Schon in kürzester Zeit hatte er Anhänger in Deutschland und in den Vereinigten Staaten von Amerika. Der Antrag an die belgische Regierung den Kult des Antoinismus als Religionsgemeinschaft anzuerkennen wurde negativ beschieden. Die Bewegung wurde schließlich 1910 von Antoine in Jemeppe-sur-Meuse (Stadt Seraing) offiziell ins Leben gerufen. Nach der Verkündigung seiner Glaubenssätze veröffentlichte er drei weitere Bücher, in denen er seinen Glauben erklärte. 1910 weihte er den ersten antoinistischen Tempel in Jemeppe-sur-Meuse ein. Gleichzeitig mit der Entwicklung der Bewegung geriet die Bewegung in den Fokus der Staatsanwaltschaft, Antoine wurde Kurpfuscherei vorgeworfen und er wurde einmalig zu einer Geldstrafe verurteilt. Antoine beschäftigte sich auch als Magnetiseur und behandelte Krankheiten. Der Antoinismus wurde zu einem wallonischen Phänomen und setzt sich nach dem Tod von „Vater Antoine“ fort. Zwischen den beiden Weltkriegen wuchs die Anhängerschaft erheblich an. In der Wallonische Region entstanden 27 Tempel, so nannte man die Versammlungsstätten, den zentralen Versammlungsraum errichtete man in Jemeppe ein. Heute unterhält die Sekte weltweit 64 Tempel verfügt über 40 Lesesäle. Ihre Mitgliederzahl gibt sie mit 200 000 an. In Belgien ist sie vom Staat nicht als Religionsgemeinschaft anerkannt, sie hat ihren Wirkungsschwerpunkt in Frankreich. Sie ist in einer einfachen Gliederung dezentral organisiert. Im Jahre 1912 verstarb Antoine, als Nachfolgerin folgte ihm seine Witwe, die als „Mutter“ bezeichnet wurde. Die zu den Tempeln gehörenden Mitglieder werden von einem Gremium geleitet, sie werden als „Diener“ benannt und von Spenden entlohnt.

## Der Gründer

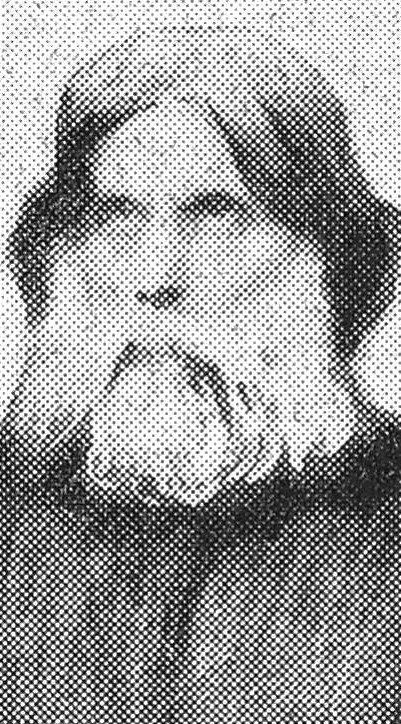
Vater Louis-Joseph Antoine (1912)

Der am 27. Januar 1846 in Mons-Crotteux einem Ortsteil der wallonischen Stadt Fémalle geborene und im katholischen Glauben aufgewachsene Louis-Joseph Antoine war ein frommer Bergmann, der sich zu einem Metallurgisten entwickelte. Seine Eltern waren Martin Joseph Antoine und Marie Catherine Castille (* 1797). Antoine besucht die Mons-Grundschule und lieh sich oft wissenschaftliche Bücher aus. Bereits mit 12 Jahren begann der junge Louis-Joseph mit einer Arbeit im Bergwerk und entwickelte sich zu einem metallurgischen Arbeiter. Im Jahre 1872 heiratete Louis-Joseph Antoine Jeanne Catherine Collon und übersiedelte 1873 nach Deutschland, er zog einige Jahre später nach Warschau und kehrte 1884 nach Belgien zurück, hier ließ er sich in Provinz Lüttich nieder. Er war in Jemeppe-sur-Meuse aktiv am Bau von 20 Arbeiterhäusern beteiligt und vermietete diese. Geistig schöpfte er aus den Schriften des Allan Kardecs (1804–1869) seine Willenskräfte entwickelte er im spiritistischen Glauben, von dem er stark geprägt wurde. In den 1890er Jahren organisierte er die erste spiritistische Gruppe. 1893 kam es zu einem Glaubenskonflikt mit dem Katholizismus, nämlich dann, als 1893 plötzlich sein Sohn starb. Von nun an war er von einer Heilungsmission überzeugt und empfing täglich Dutzende von Patienten, mit denen er den Heilmagnetismus und Gebete praktiziert. Seine medizinischen Ratschläge wurden 1901 zum Gegenstand eines Prozesses, ihm wurde die illegale Ausübung der Medizin vorgeworfen. Im Jahr 1906 distanzierte sich Antoine vom traditionellen Spiritismus und gründete den sogenannten „Neuen Spiritalismus“. Dieser Schritt führte erneut zu gerichtlichen Auseinandersetzungen, bei denen es ihm gelang, die Richter davon zu überzeugen, dass sich seine Tätigkeit auf die Seele und nicht auf den Körper bezog. Anschließend zog er sich für etwa sechs Monate zurück, um die erste Fassung der „Krönung des offenbarten Werkes“ zu verfassen, in der er vor allem seine moralische und spirituelle Lehre darlegte. Er starb am 25. Juni 1912 in Jemeppe-sur-Meuse, in Russland hatte er sich ein Vermögen erworben, welches nun seiner Witwe Catherine (1850–1940) zufallen sollte, noch am Totenbett weihte er sie zur Priesterin seiner Bewegung und setzte sie an die Spitze der Sekte. Sie etablierte einen zentralisierten Kult um die Person ihres verstorbenen Mannes und setzte neue Organisationsregeln ein. Als sie 1940 starb, zeigten sich einige Unterschiede zwischen dem französischen und dem belgischen Antoinismus.

## Erleuchtungen
Robert Vivier erwähnt in seiner Biographie von Louis-Joseph Antoine, dass ihm bei der Arbeit im Bergwerk seine Grubenlampe erloschen war. Dieses interpretierte er als ein göttliches Signal, welches ihm befahl den Arbeitsplatz zu wechseln. Er wechselte tatsächlich nach zwei Jahren seinen Arbeitsplatz und war im Bergwerk zu Seraing angestellt. 1866 trat er in Brügge seinen Militärdienst in der belgischen Miliz an, während des Deutsch-Französischen Krieges 1870/71 tötete er versehentlich einen Kameraden. Beim Waffenreinigen hatte sich ein Schuss gelöst, für diese Fahrlässigkeit wurde er zu acht Tagen Einzelhaft verurteilt. Im Verlauf dieser Haftstrafe stellte er viele Überlegungen zum Sinn des Lebens an. Nach seiner Militärzeit arbeitete er als Hammerer, zwischenzeitlich hatte er geheiratet und 1873 kam sein Sohn Louis Martin in Hamborn zur Welt. Dort wurde dieser in der katholischen Kirche des Heiligen Johannes getauft. 1876 kehrte er mit seiner Familie nach Belgien zurück, er kaufte sich ein Pferd und ein Gespann und wurde Gemüsehändler. 1878 begannen die ständigen Bauchschmerzen, die ihn verzweifeln ließen. Erneut verließen die Antoines ihr Heimatland und zogen nach Polen, wo er eine Stellung als Hauer im Stahlwerk Praga erhielt, seine Frau leitete eine Schulkantine. Fünf Jahre später kehrte die Familie nach Belgien zurück und zog schließlich nach Jemeppe-sur-Meuse, dort ließ Antoine etwa zwanzig Arbeiterhäuser bauen. Louis-Joseph Antoine arbeitete zwischendurch für das Versicherungsunternehmen Pariser Union und verkaufte Versicherungen.

## Antoinistischer Spiritismus und Heilung
Ein bedeutendes Wesensmerkmal der Antoinisten ist die Ablehnung der tatsächlichen Realität von Krankheiten und Tod abgestritten wird. Krankheit könne allein durch einen starken Glauben beseitigt werden, hierzu bedürfe es keiner Medizin. Im antoinistischen Glauben wird der Tod nicht als endgültiges Ende betrachtet, sondern durch das Konzept der Reinkarnation. Die antoinistische Überzeugung verbindet Elemente des Katholizismus – besonders in moralischen Grundsätzen und Ritualen (von Antoines Ehefrau eingeführt) – mit der Lehre der Reinkarnation als Mittel zur spirituellen Befreiung sowie dem Glauben an geistige Heilung durch starken Glauben und moralischen Fortschritt. Zudem zeigt sie Einflüsse des Spiritismus und der Theosophie, die die materielle Welt als Illusion betrachten. Der Mensch soll das Bewusstsein erreichen, indem er die Illusion der von seiner Intelligenz erzeugten Materie beseitigt. Das Ziel des Lebens ist es, sich dank eines moralischen Fortschritts, der durch „Flüssigkeiten“ (Fluidum) unterstützt wird, aus dem Kreislauf der Reinkarnationen zu befreien. Die in den Tempeln praktizierten Handlungen bestehen aus nur zwei Praktiken: allgemeine Handlungen (bestehen aus einer stillen, meditativen Andacht) und Lesung, die Mitglieder, die sie leiten, tragen einen schwarzen Anzug. Die Tempel sind die Orte der Konsultation eines Heilers, an den sich Menschen mit gesundheitlichen oder moralischen Problemen wenden können. Zu den Feierlichkeiten gehören drei besondere Tage sowie der Weihetag des ersten Tempels und die christlichen Feiertage. Antoine ersann die „Zehn Prinzipien Gottes“, die als Leitlinie der Glaubensgemeinschaft angenommen wurde.

### Offenbarung der zehn Prinzipien Gottes durch den Vater
„GOTT SPRICHT:
Erstes Prinzip
Wenn ihr mich liebet
So werdet ihr Niemanden darüber belehren,
Weil ihr wisset, dass ich
Nur im Menscheninnersten wohne.
Ihr könnet nicht bezeugen,
Dass es eine allerhöchste Güte gibt,
Wenn ihr mich von euerm Nächsten absondert.
Zweites Prinzip
Vertrauet nicht auf den, der euch von mir spricht,
Dessen Absicht es wäre, euch zu bekehren;
Wenn ihr jede Glaubenslehre achtet
Und auch Denjenigen, der keinen Glauben hat,
So wisset ihr, ungeachtet eurer Unwissenheit,
Mehr, als er euch sagen könnte.
Drittes Prinzip
Ihr sollet Niemandem Moral zureden;
Dies würde beweisen,
Dass ihr unrecht tut;
Weil die Moral sich nicht mit Worten lehrt
Sondern durch das Beispiel
Und in Nichts ein Uebel zu sehen.
Viertes Prinzip
Saget nie, dass ihr dem Barmherzigkeit, erweiset,
Der euch im Elend zu sein scheint.
Dies würde andeuten
Dass ich unnachsichtig bin, dass ich nicht gut bin,
Dass ich ein schlechter Vater,
Ein geiziger bin,
Der seinen Nachwuchs hungern lässt.
Wenn ihr gegen euern Mitmenschen
Wie ein richtiger Bruder handelt,
So erweiset ihr nur euch selbst Barmherzigkeit,
Das müsset ihr wissen.
Weilnichts gut ist, wenn es nicht auch gegenseitig ist,
Ihm gegenüber
Erfüllet ihr nur eure Pflicht.
Fuenftes Prinzip
Bemühet euch, denjenigen zu lieben, den ihr als
"Euern Feind" ansehet;
Nur, damit ihr euch selbst kennen lernet,
Stelle ich ihn euch auf den Weg.
Aber sehet das Uebel vielmehr in euch, als in ihm
Er wird das höchste Heilmittel dagegen sein.
Sechstes Prinzip
Wenn ihr die Ursache
Euer Leiden kennen wollet,
Die ihr immer mit Recht erduldet,
So werdet ihr sie in der Unvereinbarkeit
Des Verstandes mit dem Gewissen finden,
Denn sie bilden die Grundlage für die Vergleichspunkte.
Ihr könnet selbst nicht das geringste Leiden empfinden,
Dass euch nicht zeigen sollte,
Das der Verstand dem Gewissen entgegensteht.
Das darf nicht ungewusst bleiben.
Siebentes Prinzip
Trachtet darnach, euch davon zu durchdringen;
Denn auch das geringste Leiden verschuldet euer Verstand,
Der immer mehr erfassen will;
Er macht sich aus der Mild eine Höchststellung
Mit dem Willen, sich alles unterzuordnen.
Achtes Prinzip
Lasset euch nicht von euerm Verstand beherrschen,
Der nur sucht, noch immer
Höher zu steigen.
Er tritt das Gewissen mit Füssen,
Behauptet, dass das Irdische
Die Tugenden verleiht,
Während es nur das Elend
Der Seelen in sich birgt, welche ihr
"Verlassene" nennet,
Die nur nachdem Gefallen ihres Verstandes gehandelt haben.
Welcher irregeführt hat.
Neuntes Prinzip
Alles, was euch nützlich ist, für die Gegenwart
Wie auch für die Zukunft,
Wird euch, sofern ihr in Nichts zweifelt,
Als Zugabe verliehen werden.
Haltet Einkehr in euch, ihr werdet euch der Vergangenheit entsinnen,
Ihr werdet zu der Erinnerung kommen,
Dass euch gesagt wurde: "Klopfet an, ich öffne euch
Ich bin in der Selbsterkenntniss".
Zehntes Prinzip
Denket nicht, dass ihr immer etwas Gutes tut, 
Wenn ihr einem Bruder Beistand leistet;
Ihr könntet das Gegenteil tun,
Seinen Fortschritt behindern;
Merket wohl, dass eine schwere Prüfung
Eure Belohnung sein wird,
Wenn ihr ihn demütiget, und ihm Achtung gebietet.
Wenn ihr handeln wollet,
So stützet euch nie auf eure Meinung,
Denn sie könnte euch irreführen;
Richtet euch immer nach euerm Gewissen,
Welches euch leiten will; es kann euch nicht täuschen.“

## Werke

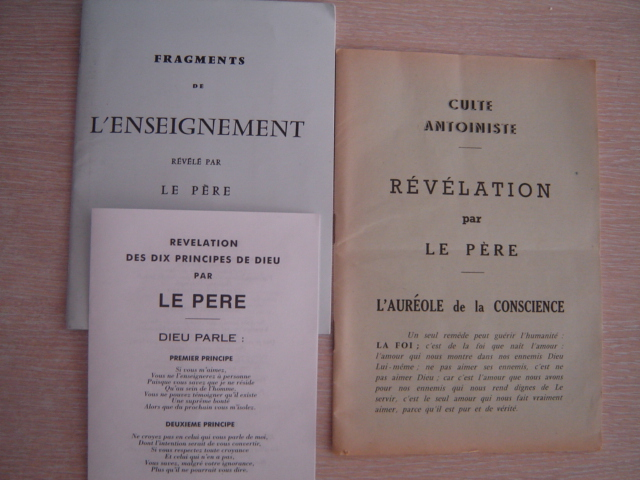
Drei von Antoine verfasste Broschüren

- Kleiner Spiritistischer Katechismus (Petit catéchisme spirite) (1896) wurde von Louis-Joseph Antoine in seiner früheren spiritistischen Phase verfasst. Dieses Werk spiegelt die damals praktizierte spiritistische Lehre wider, die im heutigen Antoinismus keine Gültigkeit mehr besitzt.
- Die Offenbarung umfasst drei Teile: „Die Offenbarung durch den Vater“, „Die Krönung des offenbarten Werkes“ (in einem Band) und „Die Entwicklung der Lehre des Vaters“ (separater Band).
- Mehrere Broschüren

## Antoinistische Heilungsreligion
Zu den sogenannten „Heilungsreligionen“ gehören neben dem Antoinismus die Christliche Wissenschaft und die Scientology. Die allgemeinen Handlungen im Antoinismus sind einfache, stille Rituale, die Meditation und Gebet mit Autosuggestion verbinden. Sie dienen der geistigen Heilung und moralischen Entwicklung. Im Gegensatz zur Christian Science lehnt der Antoinismus die moderne Medizin nicht ab, sondern sieht Heilung als spirituellen Prozess, der ergänzend zur medizinischen Behandlung wirkt. Sie konzentrieren sich auf „Regeneration des Selbst“ als Mittel zur Heilung. Sie sind ebenfalls dadurch gekennzeichnet, dass ihre Gründer unter somatischen Krankheiten, Antoine klagte seit 1878 unter chronischen Bauchschmerzen, litten. Diese Erkrankungen waren die Auslöser und standen am Beginn der religiösen Suche. Die Heilpraktiken stellen sich in der Präsenz eines Therapeuten in den Ritualen dar und sind durch die Sorge um den Körper gekennzeichnet. Das Ziel der selbsternannten Therapeuten ist die Aufrechterhaltung von Erlösung, Heilung und Gesundheit. Als Grundstein ihrer Überzeugungen ist der Glaube an einer neuen Befreiung des Heiligen Geistes, die sich durch Symbole, Wunder und Heilungen manifestiert.

## Tempel in Belgien und Frankreich (Auswahl)

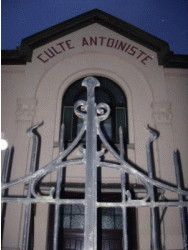
Tempel in Verviers (1914)
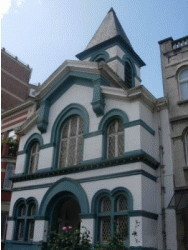
Tempel in Forest bei Brüssel (1916)
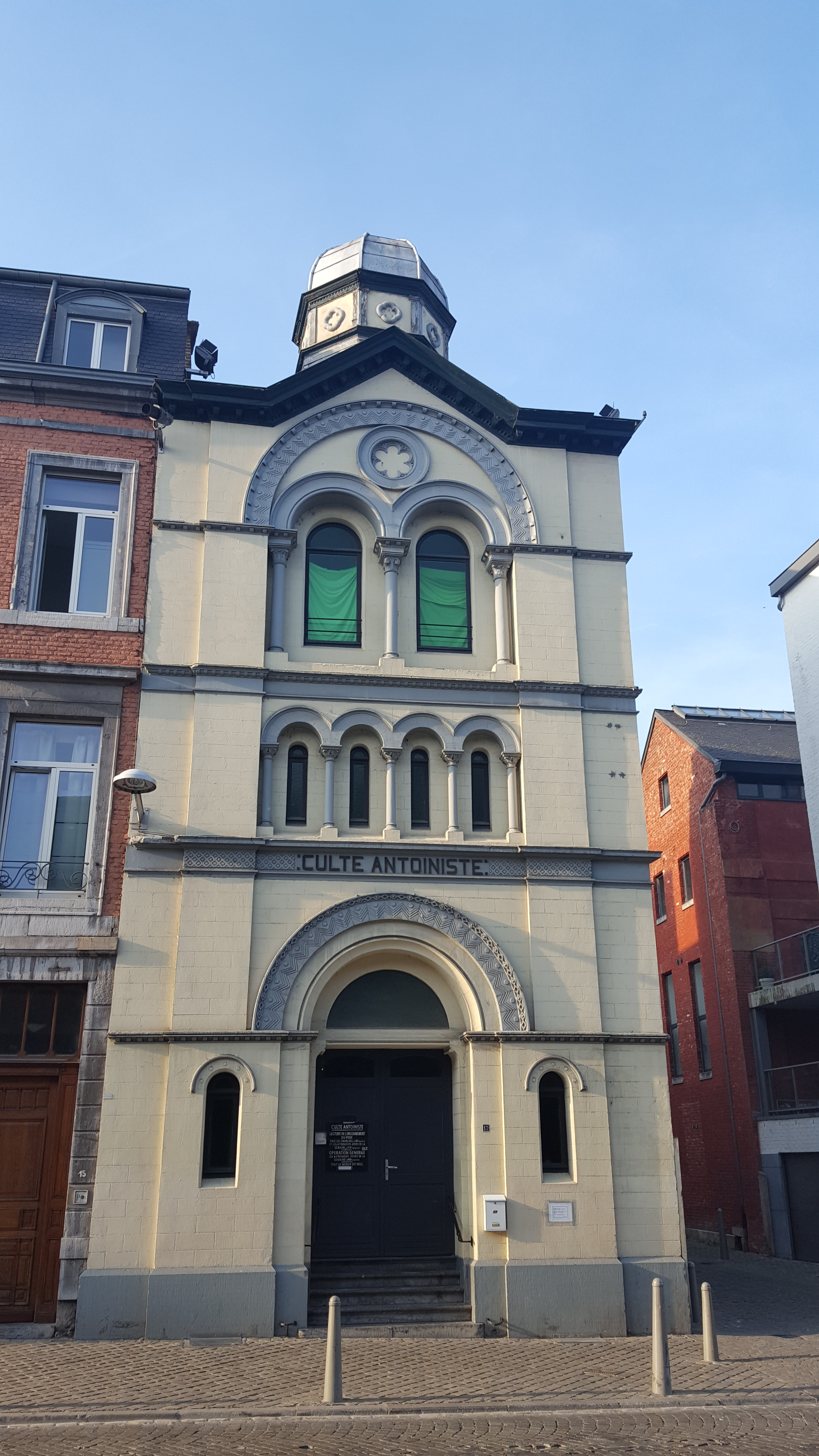
Tempel in Lüttich (1917)
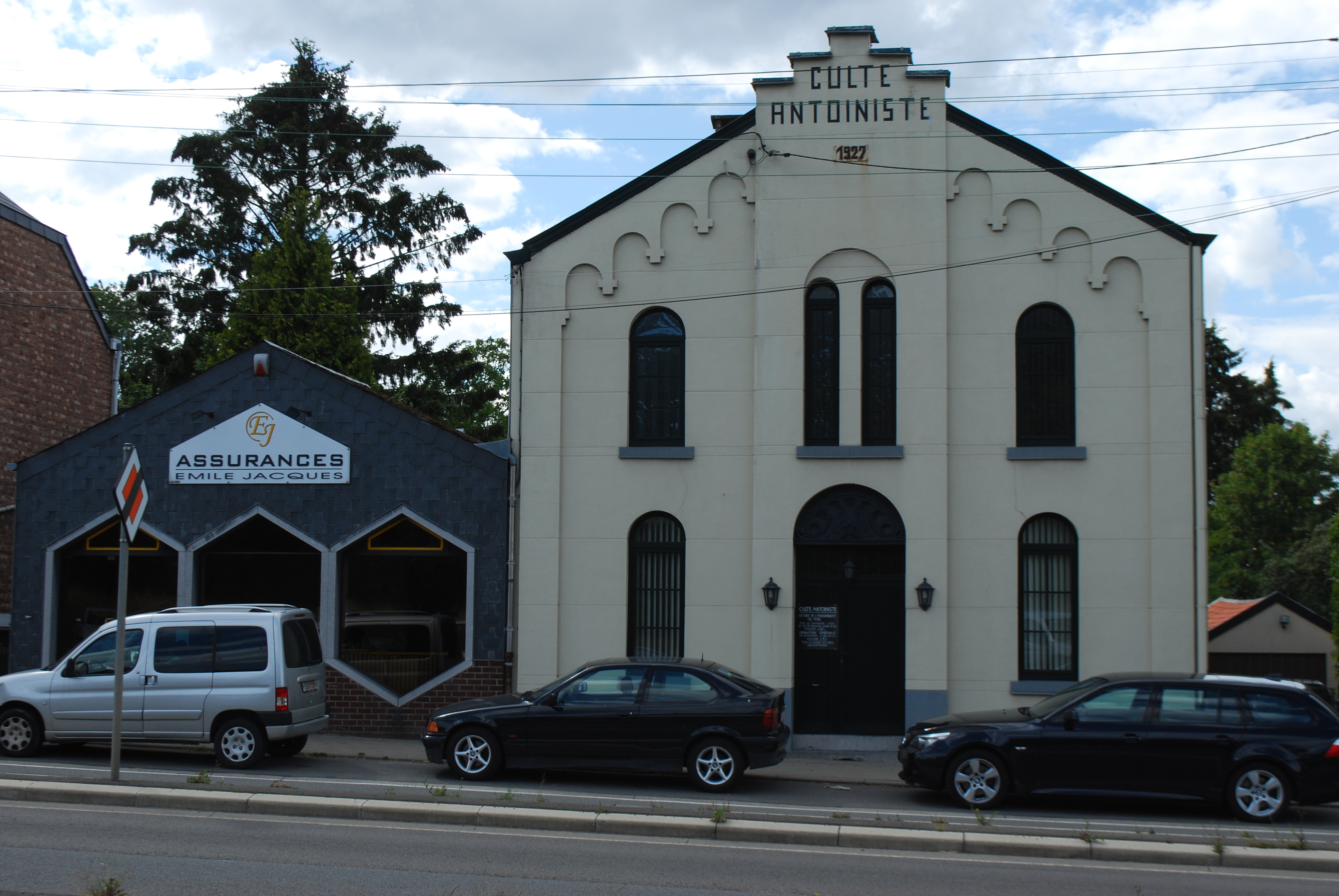
Tempel in Nandrin (1927)
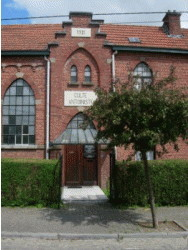
Tempel in Spa (1931)
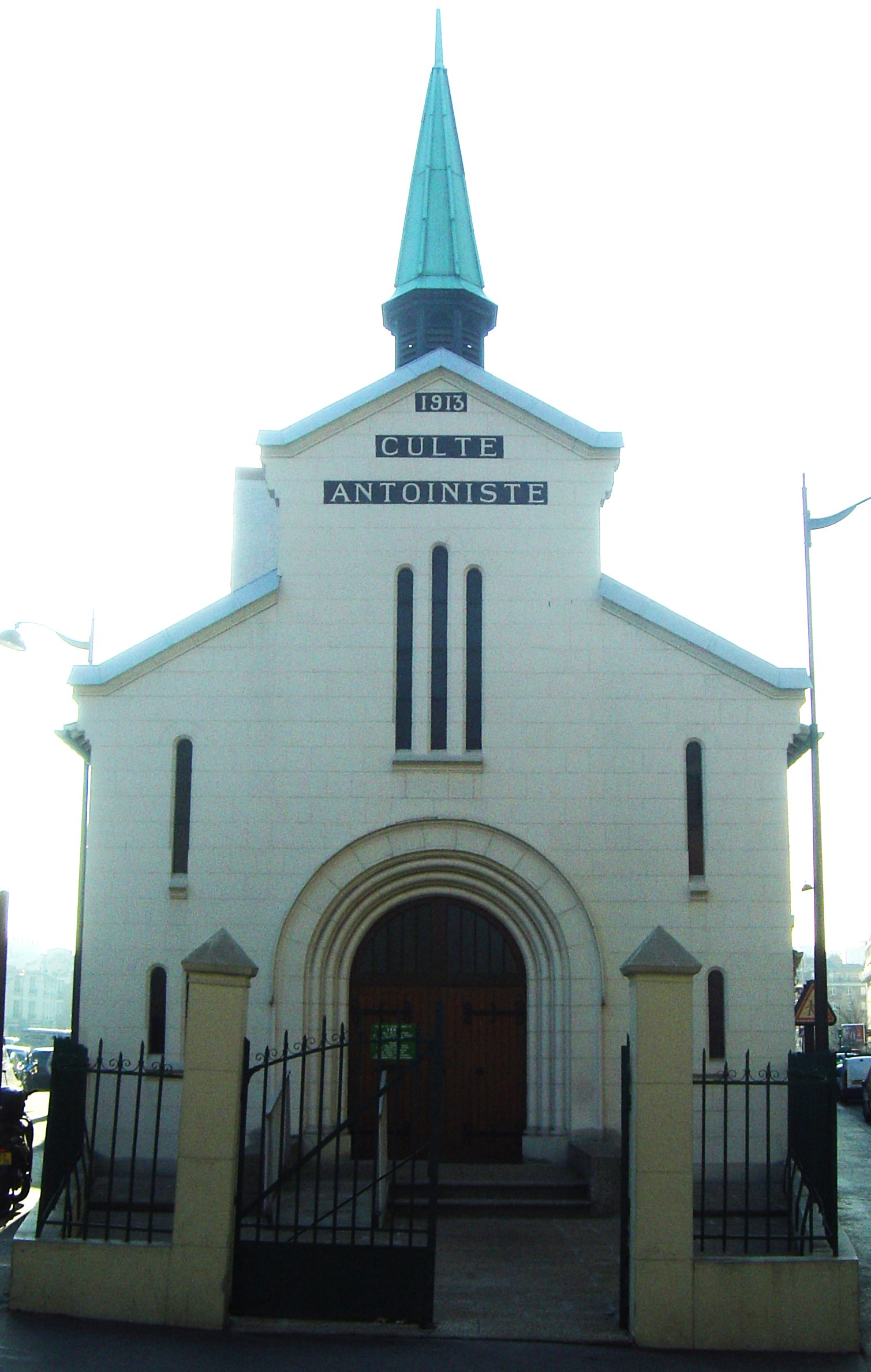
Tempel in Paris (1913)
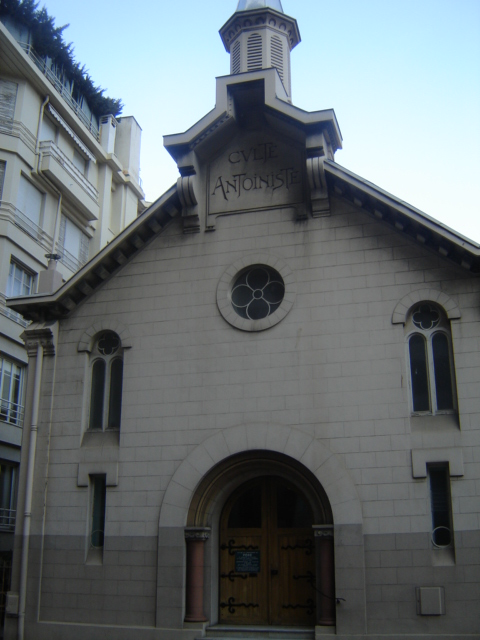
Tempel in Monaco (1913)
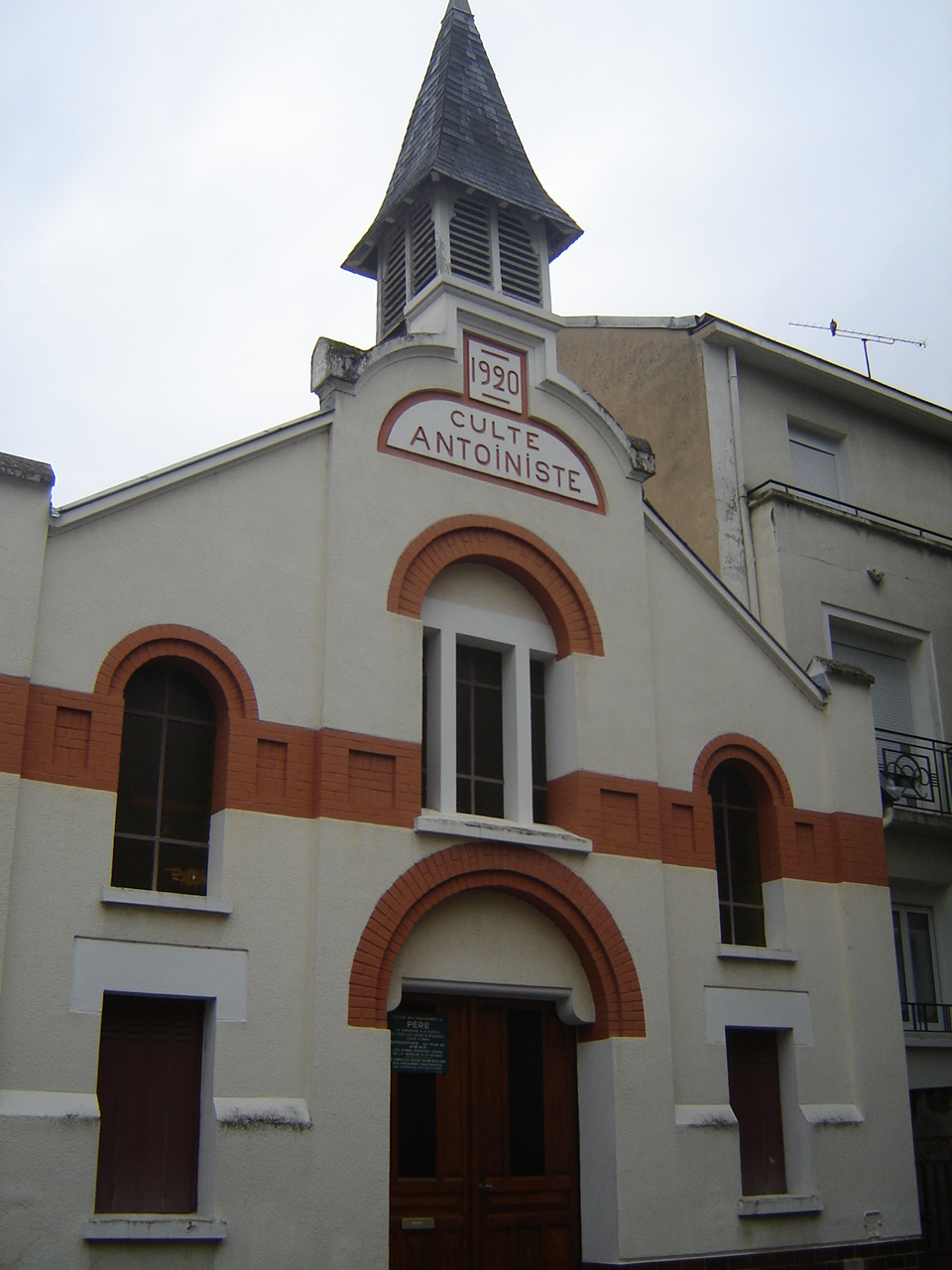
Tempel in Vichy (1920)
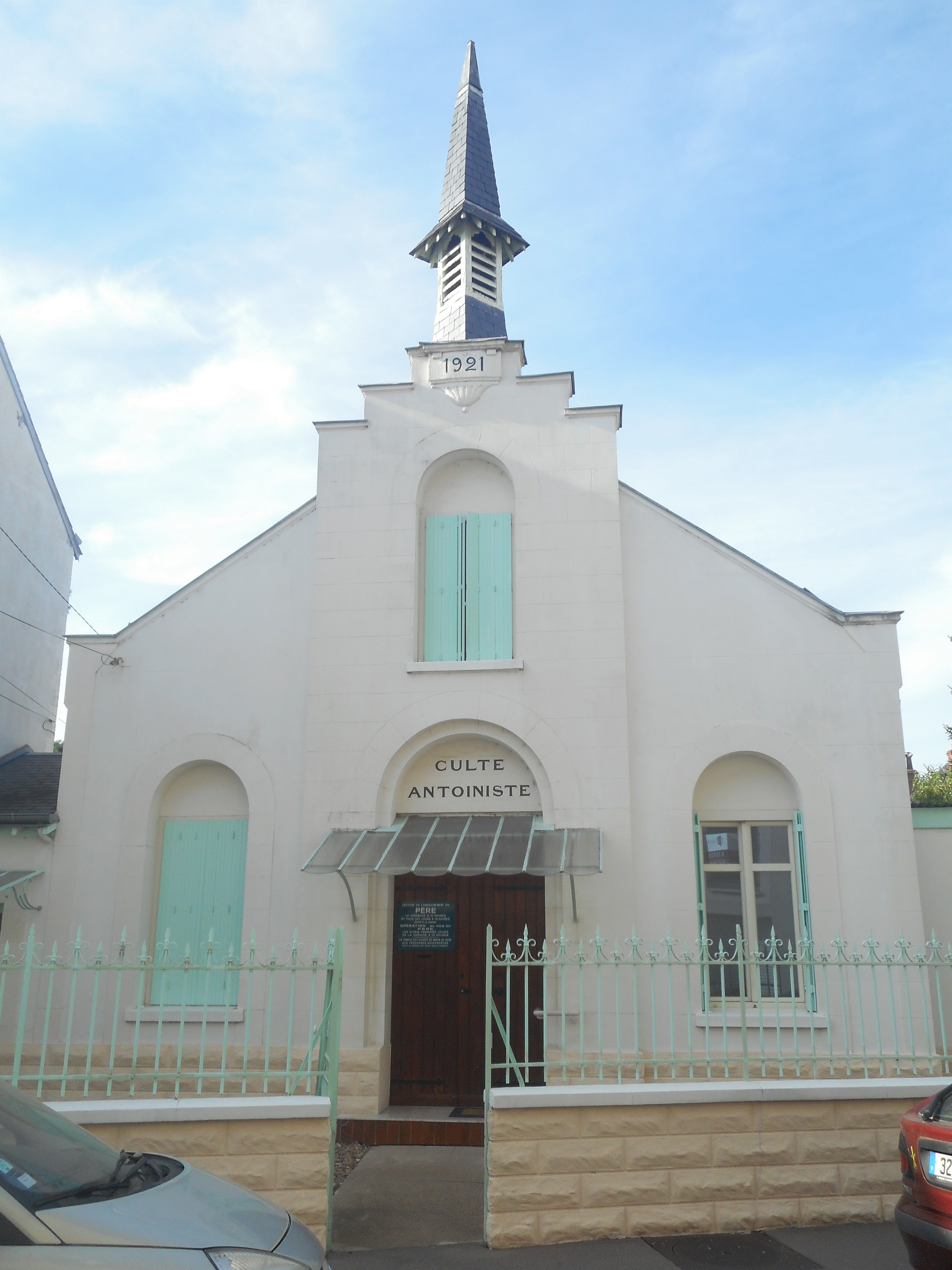
Tempel in Tours (1921)
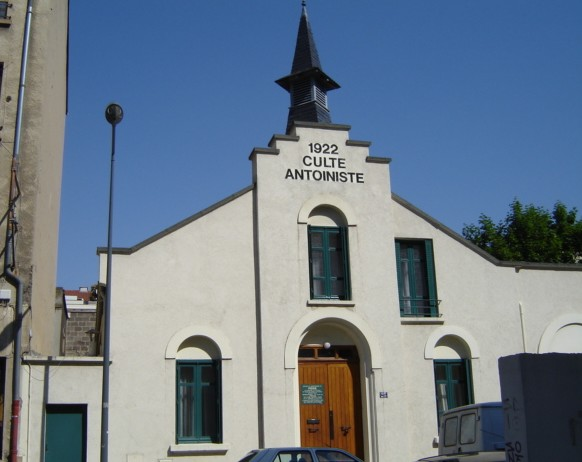
Tempel in Villeurbanne (1921)
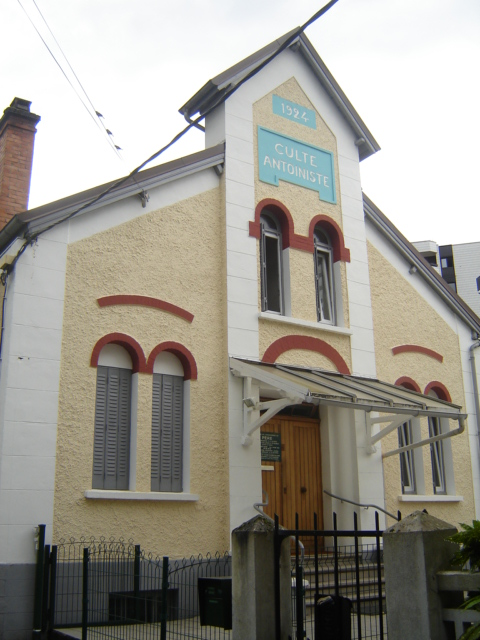
Tempel in Aix-les-Bains (1924)
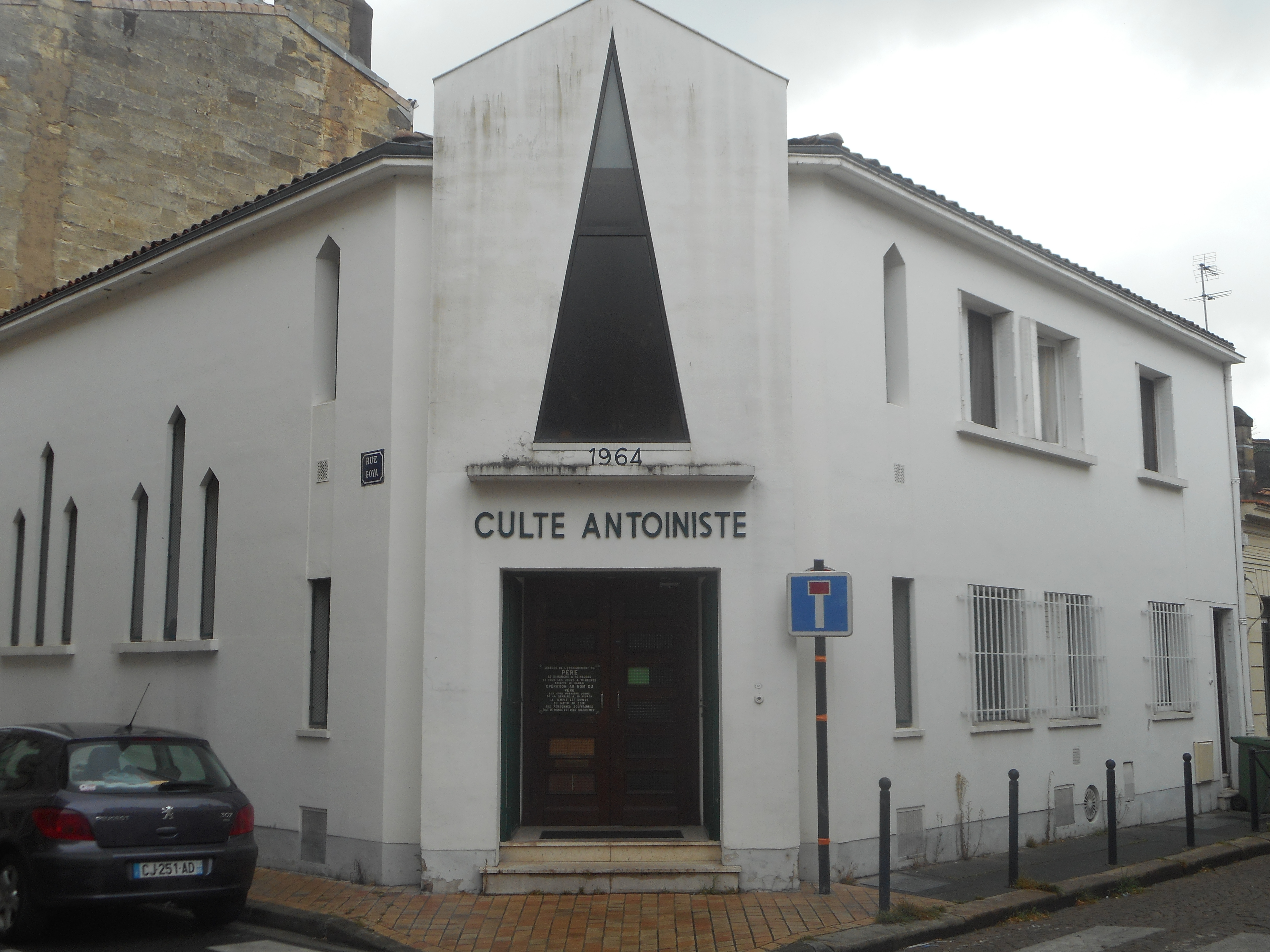
Tempel in Bordeaux (1964)
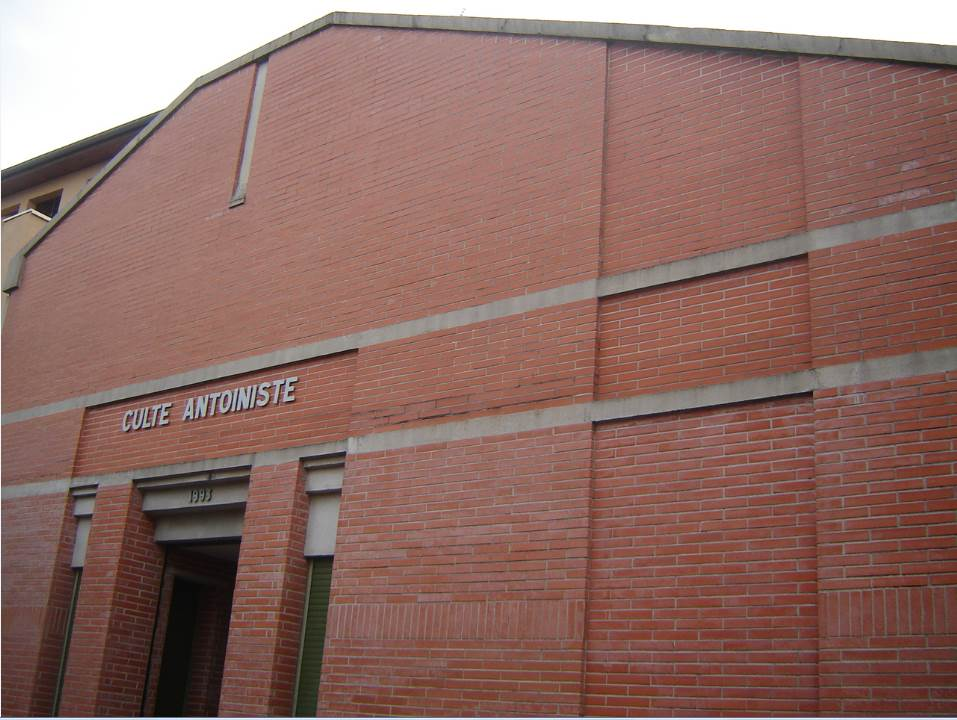
Tempel in Toulouse (1993)

## Die Gerichtsprozesse
Antoine gab zu Lebzeiten zwar an, eine besondere spirituelle Mission zu haben, jedoch gibt es keine gesicherten Belege dafür, dass er behauptete, von Christus persönlich auf die Erde gesandt worden zu sein, um die Religion von „Schlacken“ zu reinigen. Das belgische Episkopat stand ihm und der Bewegung zunächst kritisch gegenüber. In Windeseile hatte sich schon bald eine große Gemeinde von Anhängern angesammelt und die belgische Kirchenleitung erkannte diese zunächst als eine ordentliche Religionsgemeinschaft an. Antoine entwickelte sich zu einem Wunderheiler, seine Anhänger behaupteten, dass er nicht nur Menschen, sondern auch Tiere heilen könne. 1901 und 1907 wurde er vor Gericht gestellt, sowohl der Klerus als auch die juristischen Medizinbehörden klagten ihn an. Da der Religionsgründer keine Gelder vereinnahmte, konnte die belgische Regierung nicht gegen ihn vorgehen. Begleitet wurde Antoine von seinem Neffen Pierre Dor (1862–1947), der an den Offenbarungen seines Onkels teilnahm. Später distanzierte sich Dor von Antoine und entwickelte seine eigene Richtung, in der er sich selbst als Christus betrachtete. Diese Unterschiede führten zu einem Bruch zwischen beiden. Im Gegensatz zu Antoine nahm er für seine angeblichen Wunderheilungen Geld entgegen, welche das Einschreiten der Finanzbehörden nach sich zog. Schließlich verwendete Dor nicht das Geld für die Gemeinden und für wohltätige Zwecke, sondern verprasste das Geld in ausschweifenden Feiern und der Gesellschaft von willigen Frauen. Das Brüsseler Strafgericht verurteilte den Gauner zu mehrjähriger Gefängnisstrafe, stellte ihn jedoch, da eine Fluchtgefahr gegenwärtig nicht vorhanden war, vorläufig auf freien Fuß. Die antoinistische Religion in Belgien hatte anfänglich das Misstrauen des Episkopats auf sich gezogen, hat sich jedoch als eigenständige Glaubensgemeinschaft etabliert und besteht trotz rückläufiger Anhängerschaft bis heute fort. Die Religion seines Neffen verschwand mit ihm. Im Jahre 1914 zwei Jahre nach dem Tod Antoins kam es erneut und zum wiederholten Male zu einem gerichtlichen Prozess gegen Pierre Dor.  Im Gegenteil, weitere Prozesse gegen die antoinistische Bewegung unterblieben, da sie sich zunehmend etablieren konnte.